# برينا كوريغان
برينا كوريغان (بالإنجليزية: Briana Corrigan)‏ هي مغنية بريطانية، ولدت في 30 مايو 1965.

## وصلات خارجية
- برينا كوريغان على موقع ميوزك برينز (الإنجليزية)
- برينا كوريغان على موقع ديسكوغز (الإنجليزية)